# Sinnamary
Sinnamary is een gemeente in Frans-Guyana. De gemeente telde 2.801 inwoners op 1 januari 2022. De plaats is genoemd naar de rivier Sinamarie, die bij de plaats de Atlantische Oceaan instroomt.
Binnen de territoriale grenzen van Sinnamary ligt ook het lanceercomplex voor Sojoez-raketten van Arianespace. De andere lanceercomplexen van het Centre Spatial Guyanais liggen in buurgemeente Kourou.

## Geschiedenis
Het gebied was oorspronkelijk bewoond door Kari’na-inheemsen. In 1624 vestigde Franse kolonisators zich in het gebied en stichtten Sinnamary. In 1657 werd het dorp veroverd door West-Indische Compagnie. De Nederlanders begonnen vervolgens het land in cultuur te brengen en in te polderen. In 1664 heroverde Frankrijk Sinnamary. De Nederlanders en later de Engelsen namen Sinnamary nog één keer in bezit, maar in 1763 wordt het gebied definitief aan Frankrijk toegekend tijdens de Vrede van Parijs.
In 1764 vestigden 40 Acadische families die tijdens de Franse en Indiaanse Oorlog waren verbannen door Groot-Brittannië zich in het gebied. In 1793 werden Franse priesters en politici naar Sinnamary verbannen waar de meesten stierven. De verbanning was een voorloper van het bagno of bagne (strafkolonie).
Na de afschaffing van de slavernij in 1848 raakt Sinnamary in verval. De goudkoorts rond het begin van de 20e eeuw veroorzaakte een korte opleving. In 1955 werd een Indonesisch dorp bij de hoofdplaats gesticht als een initiatief van de burgemeester om de rijstcultuur te propageren. In 1964 werd het dorpje Malmanoury gesloopt voor de aanleg van Centre Spatial Guyanais. In 1995 werd de Petit-Sautdam, een stuwdam met een waterkrachtcentrale in gebruik genomen. De aanleg was controversieel omdat 360 km2 oerwoud onder water is komen te staan. De electriciteitscentrale dekt de helft van de kustzone van Frans-Guyana. De dam bevindt zich in de gemeente.
In 2006 begon de constructie van een Sojoez lanceercomplex als onderdeel van het Centre Spatial Guyanais, maar op grondgebied van Sinnamary. De Sojoez installatie had tot gevolg dat veel Russische wetenschappers en technici zich in Sinnamary vestigden, en semi-permanent verbleven in Hôtel Du Fleuve. Tijdens de coronacrisis werd het bijna verlaten hotel geconfisqueerd door de prefectuur als quarantaine-inrichting.

## Onderzoek
Tussen Sinnamary en Kourou bevindt zich het Domaine Experimental Paracou, een onderzoeksconcessie met regenwoud en enkele plantages.

## Sport
Het lokale voetbalteam is US Sinnamary en speelt in de Division d'Honneur. Het voetbalstadion is Stade omnisports de Sinnamary en heeft een capaciteit van 2.500 bezoekers.

## Geboren
- Eudoxie Baboul (1901–2016), supereeuwelinge

## Galerij

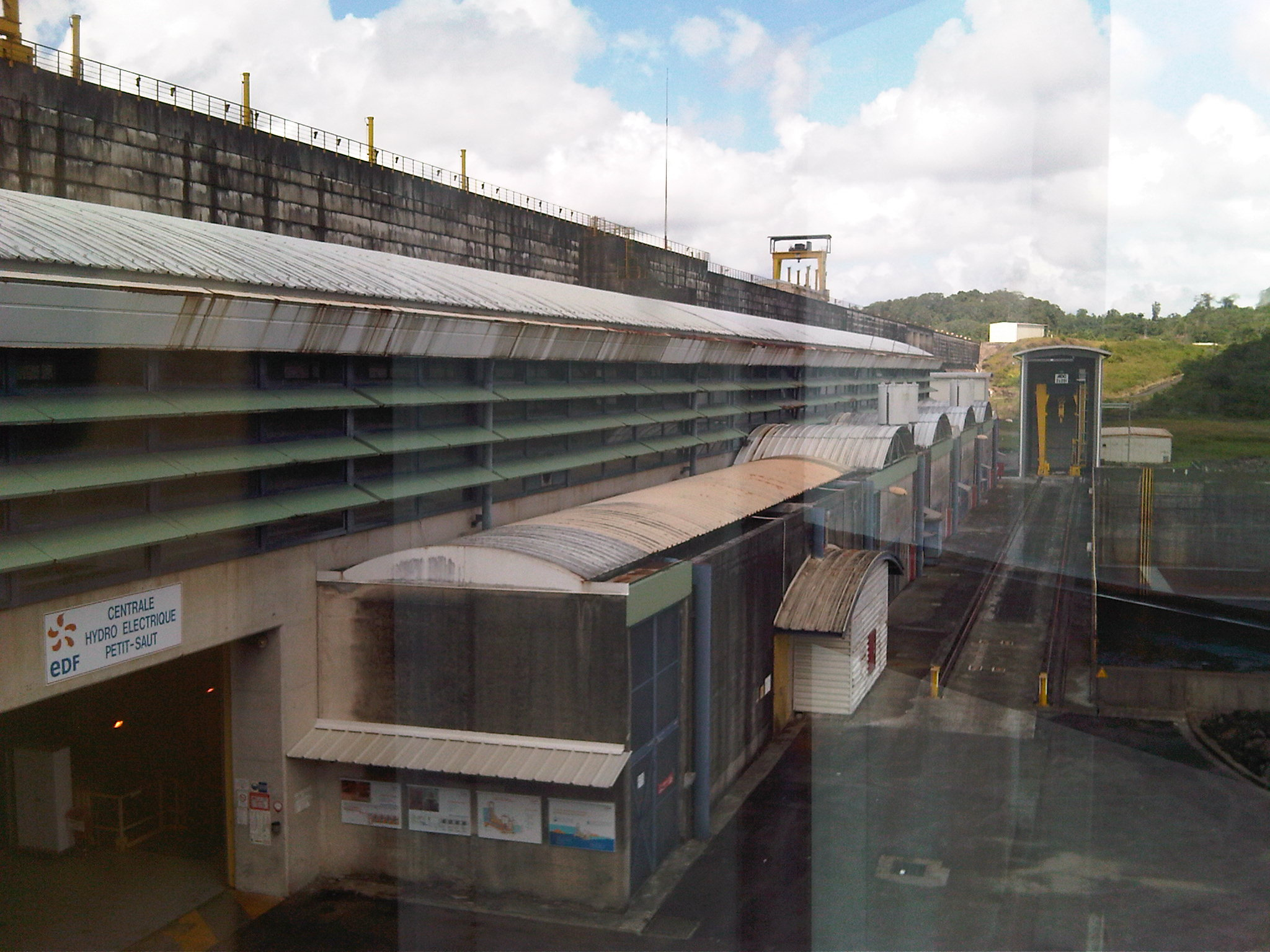
Petit-Sautdam
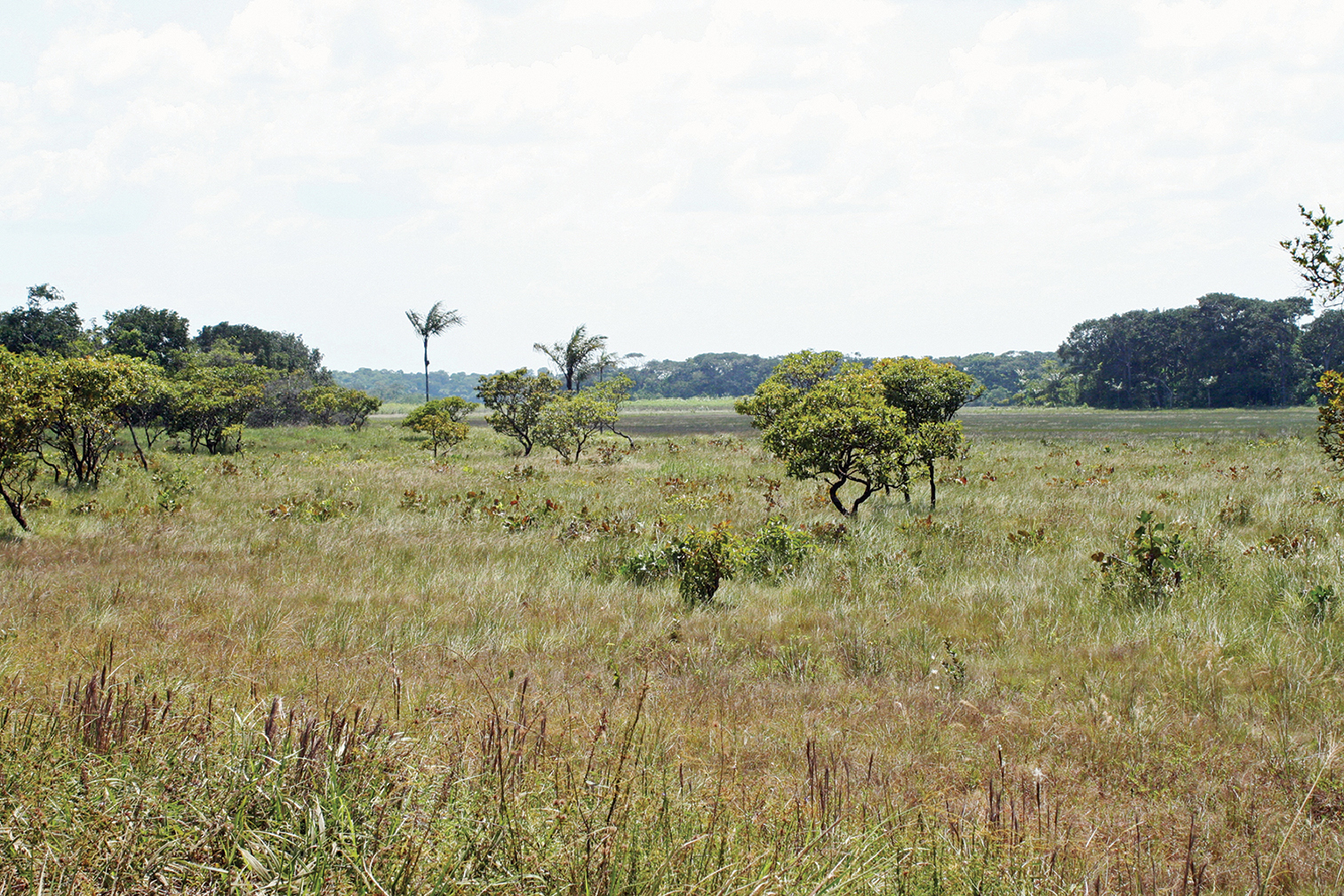
Savanne bij Sinnamary
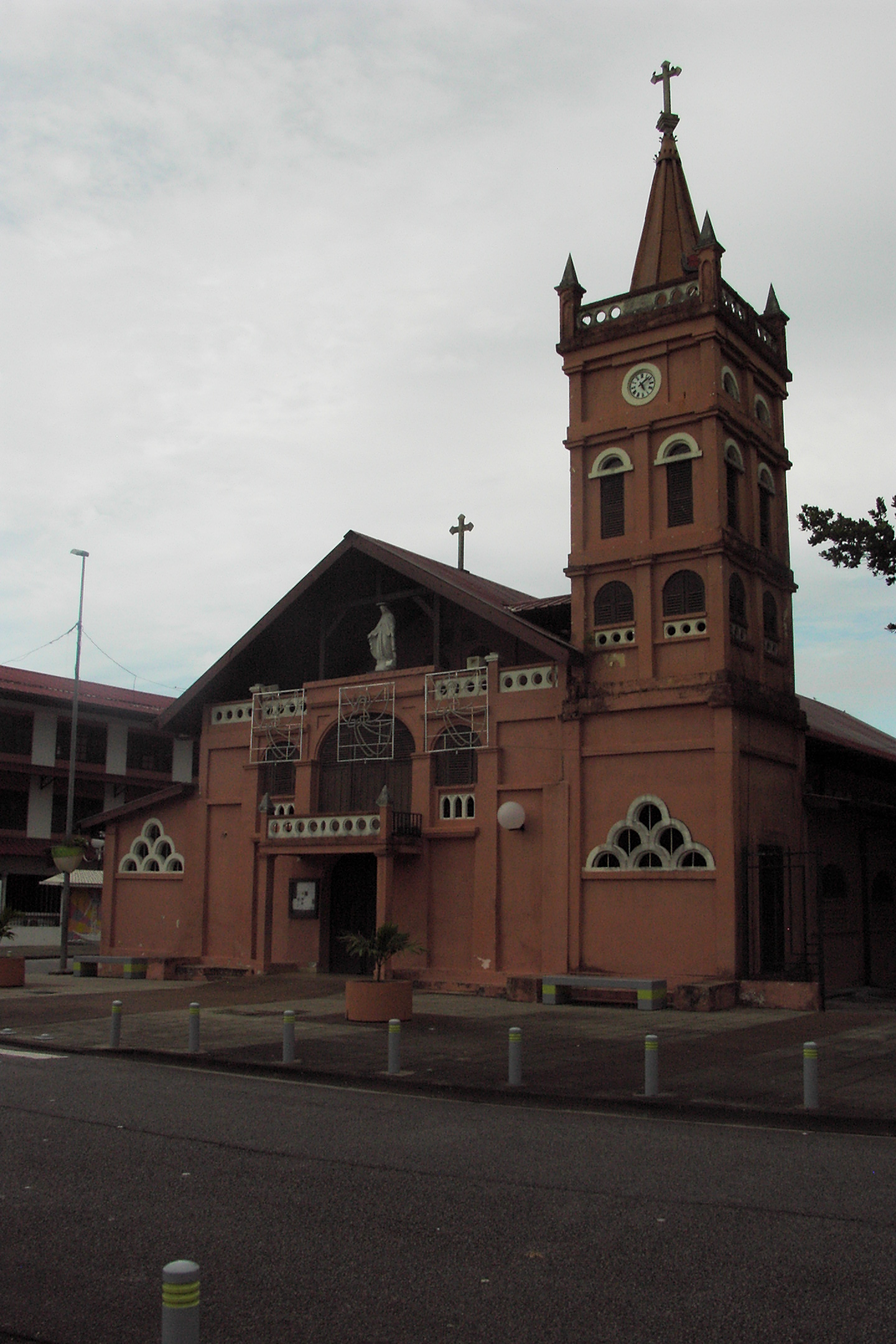
Kerk van Sinnamary
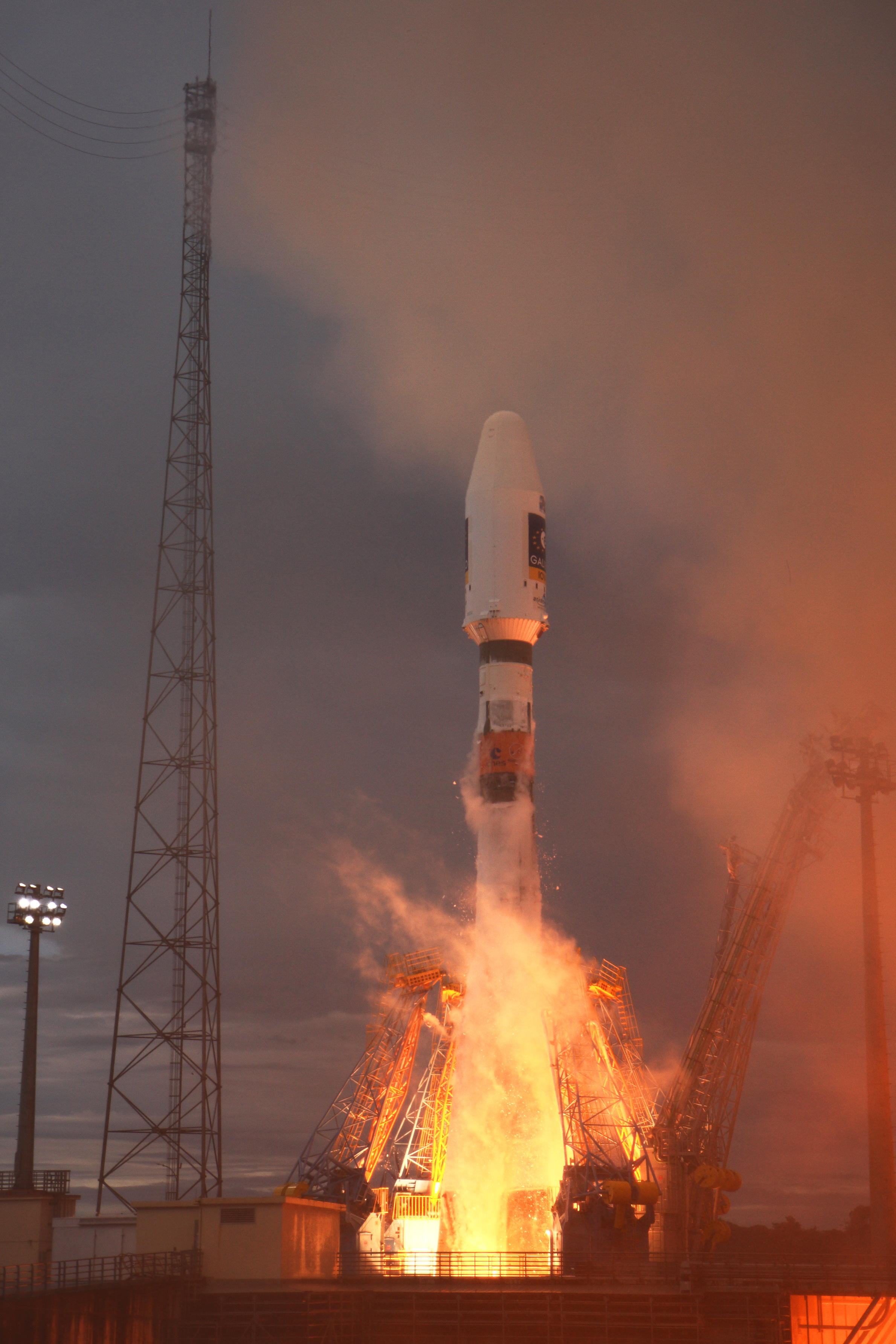
Lancering van een Galileosatelliet